# Nadprzyrodzony pakt
Nadprzyrodzony pakt (ang. The Pact) – amerykański horror z 2012 roku oparty na scenariuszu i reżyserii Nicholasa McCarthy’ego. Wyprodukowany przez Entertainment One, IFC Midnight i ContentFilm International.

## Fabuła
Po śmierci matki Annie (Caity Lotz) przyjeżdża do rodzinnego domu. Kobieta odkrywa, że jej siostra Nicole (Agnes Bruckner) zaginęła. Zaczyna ona doświadczać szeregu niewytłumaczalnych zjawisk. Okazuje się, że w domu jest tajemniczy pokój, o istnieniu którego nie miała dotąd pojęcia.

## Obsada
- Caity Lotz jako Annie
- Casper Van Dien jako Creek
- Agnes Bruckner jako Nicole
- Mark Steger jako Charles
- Haley Hudson jako Stevie
- Kathleen Rose Perkins jako Liz
- Samuel Ball jako Giles
- Bo Barrett jako Jesse
- Dakota Bright jako Eva

i inni